# عبد الوهاب النجار
عبد الوهاب بن أحمد النجار، (1278 هـ - 1360 هـ) / (1862م - 1941م). ولد في القرشية إحدى قرى مركز السنطة التابع لمحافظة الغربية بمصر وتعلم بها ثم انتقل للقاهرة وتخرج من مدرسة دار العلوم عام 1315هـ الموافق 1897م. اشتغل بالمحاماة، وعمل أستاذًا للأدب في مدرسة البوليس بالقاهرة، فأستاذًا للتاريخ في الجامعة المصرية، واشترك في أكثر الجمعيات الإسلامية وفي مقدمتها جمعية الشبان المسلمين، وتوفي بالقاهرة.

## من مؤلفاته
- قصص الأنبياء، أوسع مؤلفاته شهرة.
- تاريخ الخلفاء الراشدين،
- تاريخ الإسلام،
- زهرة التاريخ،
- مذكرات عن الهند،
- الأيام الحمراء، (يوميات ثورة 1919م)،
- تحقيق الكامل في التاريخ لابن الاثير.

انظر مقدمة كتاب قصص الأنبياء، وانظر 6/220. (عمر رضا كحالة، معجم المؤلفين).